# Ségolène Vandevelde
Ségolène Vandevelde, née vers 1992, est une archéologue française de la Préhistoire, dont les recherches s'intéressent à la transition entre Paléolithiques moyen et supérieur. Elle s'est fait connaître par son invention de la fuliginochronologie, l'étude des dépôts de suie dans un lieu, une grotte par exemple, pour déterminer la chronologie des différentes occupations humaines de ce lieu.

## Formation
Ségolène Vandevelde est la fille d’une mère médecin et d’un père ingénieur horticole,. Durant son adolescence, pendant des vacances à Berlin, elle est initiée notamment à la fouille archéologique, au dessin scientifique ainsi qu’à la restauration de vases et à la reconstitution faciale. Après son baccalauréat au Lycée David-d'Angers, elle effectue des études d'anthropologie à l'université de Montréal, au Québec (« parce que l’enseignement de l’anthropologie est plus varié, plus complet qu’en France » explique-t-elle, « outre l’anthropologie culturelle, j’ai fait de l’archéologie préhistorique et historique, de l’ethnologie, de la linguistique et même de la génétique et de l’éthologie ») jusqu'en 2013, puis d'archéologie à l'université d'Aix-Marseille jusqu'en 2015. Après une étude de terrain dans la grotte Mandrin, elle obtient ensuite un doctorat d'archéologie à l'université Panthéon-Sorbonne en 2019, sous la direction de Christophe Petit, avec une thèse intitulée Y'a pas de suie sans feu ! : étude micro-chronologique des concrétions fuligineuses. Étude de cas : le site paléolithique de la Grotte Mandrin,,.  
Intéressée par la réflexivité en archéologie, elle crée en 2017 avec Béline Pasquini, également doctorante en archéologie, l'association Archéo-éthique. En 2019, accompagnées de Laura Mary du projet Paye ta truelle, elles conçoivent l'exposition itinérante Archéo-sexisme,,.  

## Travaux
Ségolène Vandevelde devient chercheuse au laboratoire d’Archéologies environnementales ArScAn (UMR 7041), à Paris.
Les techniques qu'elle a mises au point sur l'étude des dépôts de suie font désormais référence et sont utilisées par exemple dans une nouvelle étude publiée en février 2022 sur la présence respective de l'Homme de Néandertal et d'Homo sapiens dans la grotte Mandrin, près de Montélimar, dans la vallée du Rhône, à la charnière du Paléolithique moyen et du Paléolithique supérieur.

## Prix et récompenses
Ségolène Vandevelde a reçu plusieurs distinctions, aides et récompenses, dont la bourse L'Oréal-Unesco pour les Femmes et la Science en 2018, le prix de thèse de la Commission de la recherche de l'Université Paris 1 Panthéon-Sorbonne en 2019, et le Prix Jeune Chercheur de la Fondation des Treilles en 2020.

## Publications
- (en) Vandevelde, S., Brochier, J.E., Petit, C., Slimak, L., « Establishment of occupation chronicles in Grotte Mandrin using sooted concretions: Rethinking the Middle to Upper Paleolithic transition », Journal of Human Evolution, vol. 112,‎ 2017, p. 70-78 (DOI 10.1016/j.jhevol.2017.07.016)
- Ségolène Vandevelde, Jacques Brochier et Ludovic Slimak, « Couche archéologique, sol archéologique et films de suie pariétaux : une approche micro-chronologique de l’occupation des cavités », Archéologie, société et environnement, vol. 19, no 1,‎ 16 juillet 2019, p. 1 (DOI 10.21494/ISTE.OP.2021.0611, lire en ligne, consulté le 21 janvier 2022)
- Ségolène Vandevelde et Claire Dupuis, « Voyage au bout de la suie : Chroniques des occupations humaines à la Grotte Mandrin (vidéo) », HAL,‎ 2017 (lire en ligne, consulté le 29 avril 2020)
- (en) Ludovic Slimak, Clément Zanolli, Tom Higham, (...), Ségolène Vandevelde, Laure Metz et al., « Modern human incursion into Neanderthal territories 54,000 years ago at Mandrin, France », Science Advances, vol. 8, no 6,‎ 9 février 2022 (DOI 10.1126/sciadv.abj9496, lire en ligne)

## Filmographie
- Rob Hope, Crépuscule néandertalien… Pour aube moderne, 2016, 52 minutes, Y. N. Productions, Ville de Malataverne, Montagne TV, avec Ludovic Slimak, Tom Higham, Eske Willerslev, Laure Metz, et Ségolène Vandevelde. Prix du jury et du public du festival de films d'archéologie à Narbonne en octobre 2016